# × Bensteinia ramonensis
× Bensteinia ramonensis – gatunek pochodzenia mieszańcowego z monotypowego rodzaju × Bensteinia z rodziny storczykowatych (Orchidaceae). Jest to naturalny mieszaniec, którego taksonami rodzicielskimi są gatunki – Benzingia reichenbachiana (Schltr.) Dressler × Kefersteinia excentrica Dressler & Mora-Ret. Takson jest endemitem Kostaryki w Ameryce Środkowej.

## Systematyka
Gatunek sklasyfikowany do podplemienia Zygopetalinae w plemieniu Cymbidieae, podrodzina epidendronowe (Epidendroideae), rodzina storczykowate (Orchidaceae), rząd szparagowce (Asparagales) w obrębie roślin jednoliściennych.